# Повітряні сили Угорщини
Повітряні сили Угорщини (угор. Magyar Légierő МФА: [ˈmɒɟɒr ˈleːgijɛrøː]) — один з трьох підрозділів армії Угорщини, що складається з (авіації, прикордонних і сухопутних військ). Засновано 1918. Брали участь у боях у Словаччині, румунському прикордонні, на Східному Фронті (Друга світова війна), брали участь у спротиві військам СРСР під час Угорської революції 1956 року.

## Історія

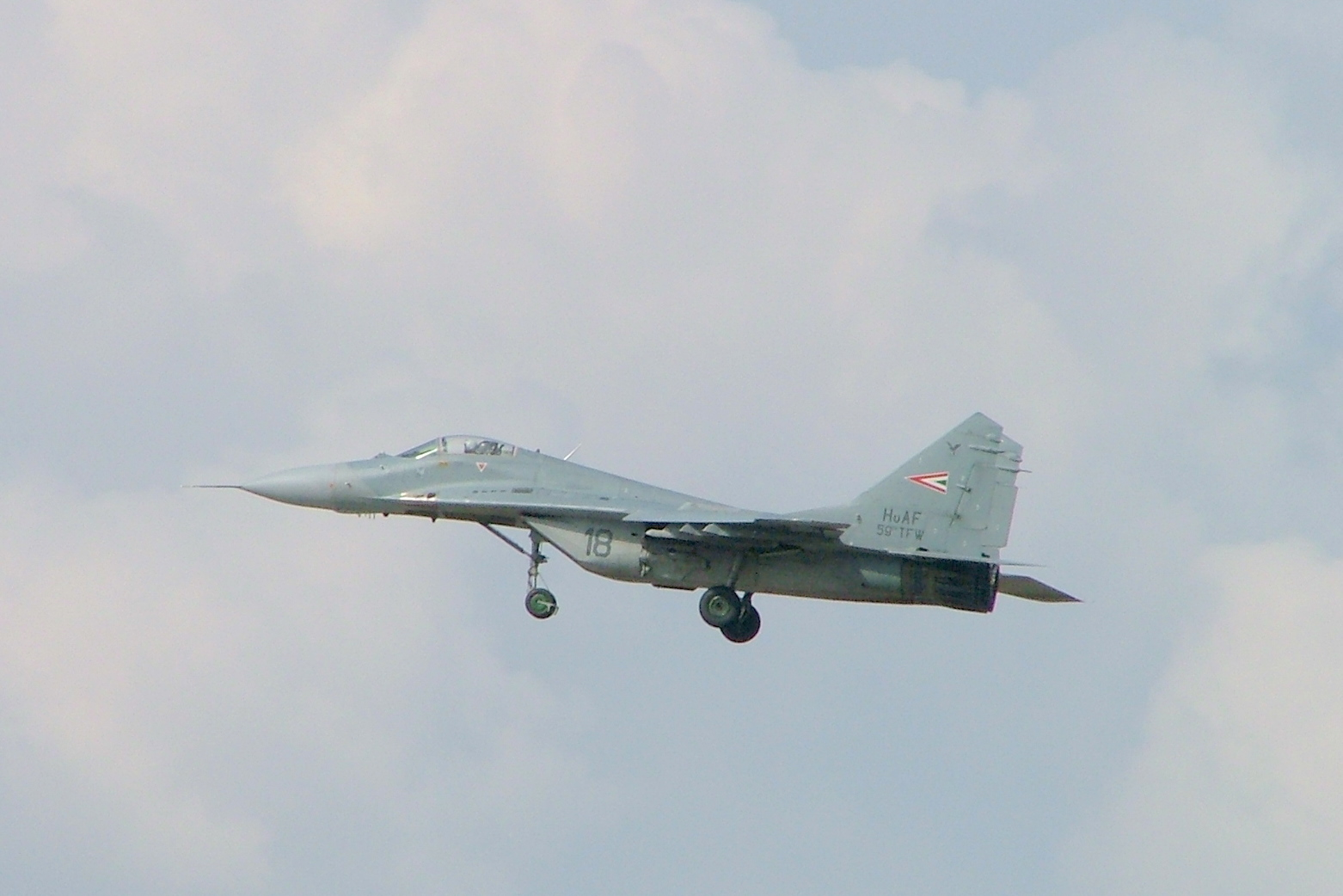
МіГ-29 Угорських військово-повітряних сил

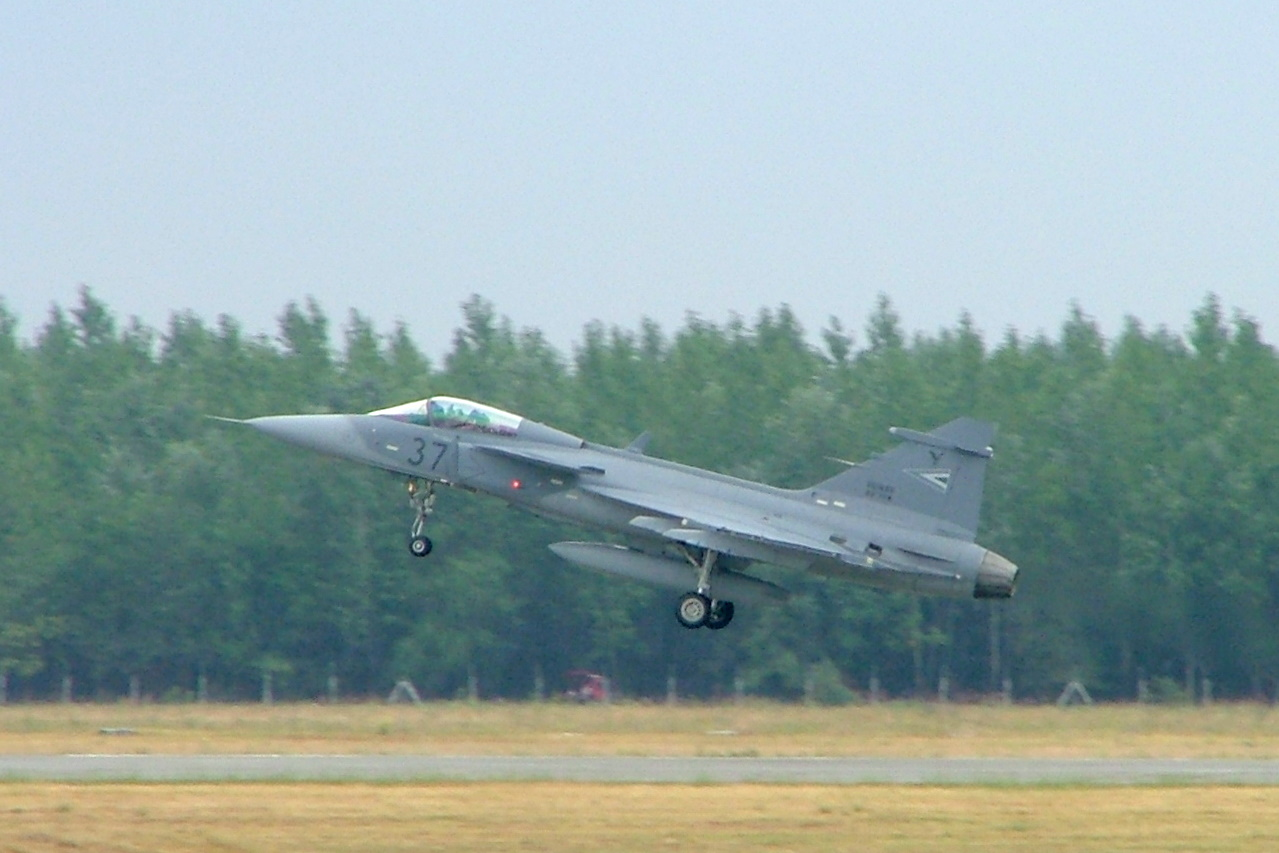
Saab JAS 39 Gripen Угорських військово-повітряних сил

1918 — після набуття незалежності Угорщина створила невеличкі ВПС, які складалися із заводських та тренувальних літаків. Ці підрозділи увійшли до складу Угорських Червоних ВПС під час короткого існування Угорської Радянської Республіки.
За Версальским договором, Угорщині заборонялося мати власні військово-повітряні сили. Одначе, підпільна військова авіація існувала під прикриттям громадських авіаклубів.
1938 — офіційно поновлено існування угорських ВПС. Їх реорганізовано та посилено.
1938, 23 серпня — Будапешт добився від членів Малої Антанти (Чехо-Словаччина, Югославія, Румунія) зняття всіх обмежень для розвитку Угорської Армії, у тому числі ВПС.
1939, 1 січня — ВПС отримали назву Королівські Угорські Військово-Повітряні сили (Honvéd Légierő) і навіть підвищені до окремого роду військ (Honvédség).
Угорські військово-повітряні сили брали участь у боях із новоствореною Словацькою Республікою та прикордонних конфліктах у Румунії.
1941, квітень — угорські ВПС беруть участь в операціях німецької армії в Югославії.
1941, 27 червня — Угорщина оголошує війну СРСР. Влітку 1942 угорська пілотна бригада приєднана до 8 корпусу Люфтваффе і веде бої на Східному Фронті.
1944, березень — початок бомбардувань Угорщини авіацією антигітлерівської коаліції. Підрозділи УВПС стягнуто на угорську територію. Спроба (безуспішна) організувати опір радянській військовій авіації. Всі повітряні бої в небі Угорщини припиненні 16 квітня 1945.
1947, 1 жовтня — організовано невеличкі УВПС, що входили до складу Радянських військ.
1956, листопад — під час вторгнення Радянських військ для придушення повстання, відділи Угорських ВПС несподівано атакували інтервентів. Відтак окупаційна влада терміново демобілізувала УВПС. Незабаром частково поновлено, але винятково з охоронними функціями.

## Сучасний стан

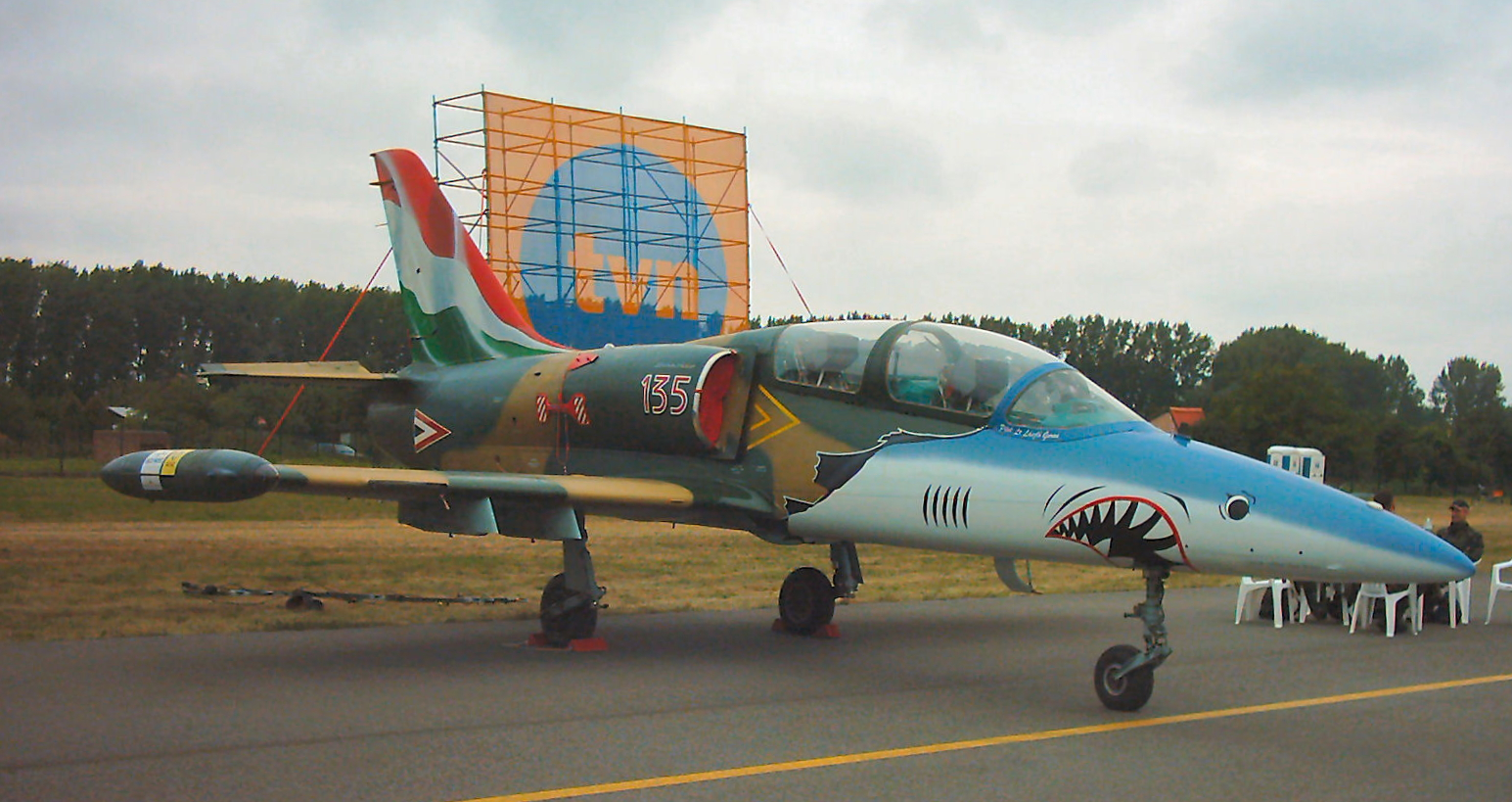
Aero L-39 Albatros

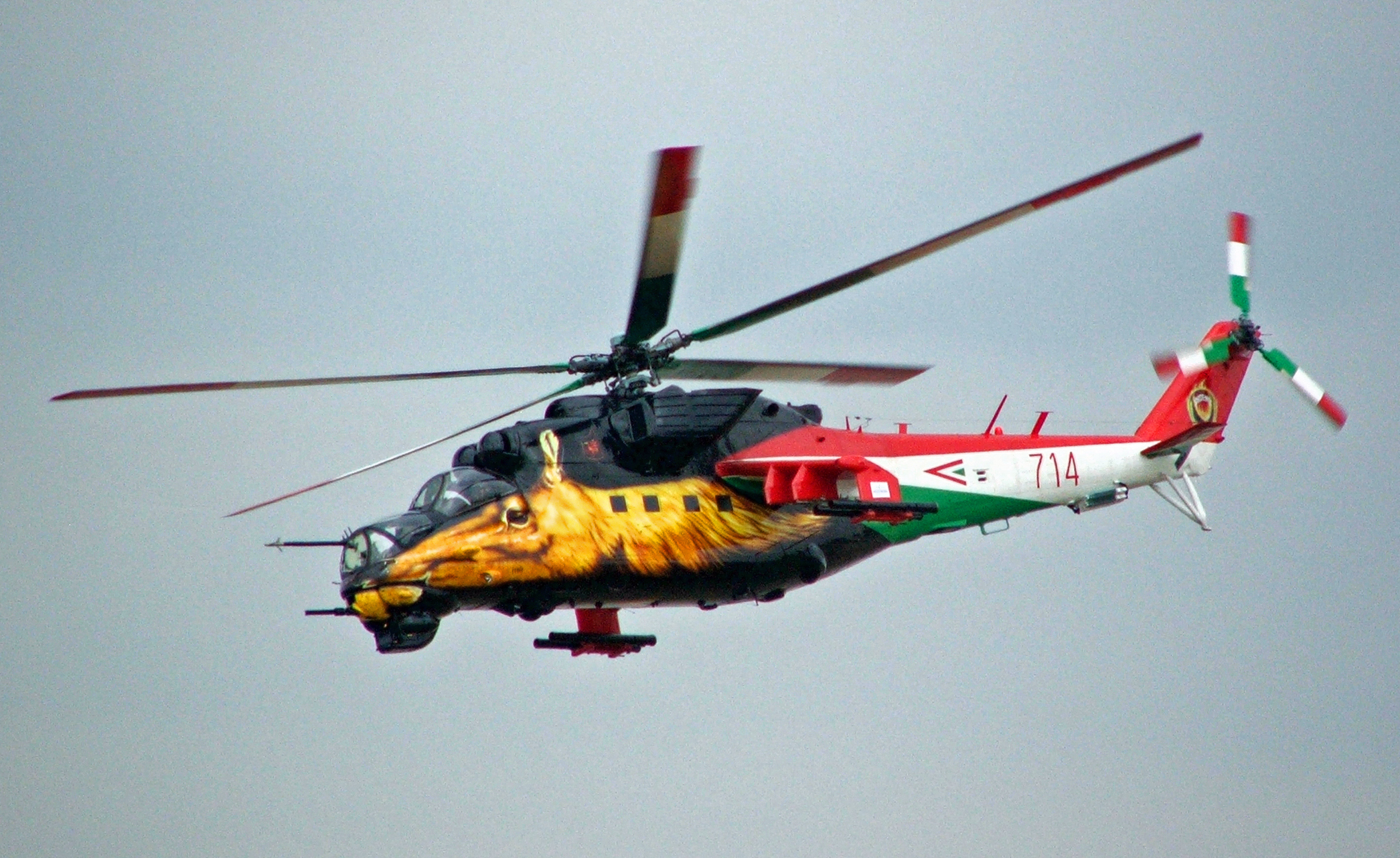
Мі-24

Після повалення комуністичного режиму велику допомогу для створення сучасних ВПС надали західні країни.
2002, квітень — Угорщина взяла участь у масштабній програмі перепідготовки бойових пілотів у Льотній тренувальній школі Канади.
Зараз ВПС Угорщини мають 2 діючі льотні бази (Кечкемет і Сольнок) та 4 резервні (Папа, Тасар, Текель, Сенткіралісабадя). На озброєнні УВПС є також літаки марки Ан-26, а також гелікоптери Мі-24, Мі-17 тощо. Найбільша база угорських ВПС розташована в регіоні Кечкемет.

## Оснащення Повітряних сил Угорщини
| Тип                         | Фото          | Виробництво/Країна | Призначення                  | Варіант       | Кількість     | Примітки                         |
| Бойові літаки               | Бойові літаки | Бойові літаки      | Бойові літаки                | Бойові літаки | Бойові літаки | Бойові літаки                    |
| --------------------------- | ------------- | ------------------ | ---------------------------- | ------------- | ------------- | -------------------------------- |
| Saab JAS 39 Gripen          |               | Швеція             | Багатоцільовий винищувач     |               | 14            |                                  |
| Навчальні літаки            |               |                    |                              |               |               |                                  |
| Aero L-39 Albatros          |               | Чехія              | Навчально-тренувальний літак | L-39ZA        | 10            |                                  |
| Транспортний літак          |               |                    |                              |               |               |                                  |
| Ан-26                       |               | Україна            | Транспортний літак           |               | 5             |                                  |
| Boeing C-17 Globemaster III |               | США                | Транспортний літак           |               | 3             |                                  |
| Dassault Falcon 7X          |               | Франція            | Транспортний літак VIP       | FA7X          | 2             |                                  |
| Гелікоптери                 |               |                    |                              |               |               |                                  |
| Мі-8                        |               | СРСР               | Багатоцільовий гелікоптер    |               | 13            |                                  |
| Мі-17                       |               | СРСР               | Багатоцільовий гелікоптер    |               | 7             |                                  |
| Мі-24                       |               | СРСР               | Багатоцільовий гелікоптер    |               | 29            |                                  |
| Airbus H125                 |               | Франція            | Багатоцільовий гелікоптер    |               | 29            |                                  |
| Eurocopter EC145            |               | Франція            | Багатоцільовий гелікоптер    |               | 20            |                                  |
| Airbus Helicopters H225M    |               | Європейський Союз  | Багатоцільовий гелікоптер    |               | 2             | Всього замовлено 16 гелікоптерів |